# 李哲明
李哲明（1857年—？），字星樵、惺樵，湖北省漢陽府漢陽縣人，清朝政治人物、進士出身。光緒十八年（1892年），参加光緒壬辰科殿試，登進士二甲33名。同年五月，改翰林院庶吉士。光緒二十年四月，散館，授翰林院編修。